# Angelina Mango
Angelina Mango (Maratea, 2001. április 10. –) olasz énekesnő. Ő képviselte Olaszországot a 2024-es Eurovíziós Dalfesztiválon, Malmőben, a La noia című dalával.

## Magánélete
Angelina Mango 2001. április 10-én született Marateában, Potenza megyében, Basilicatában, Laura Valente, a Matia Bazar egykori énekesnője és Giuseppe Mango gyermekeként. Lagonegróban nőtt fel, és kiskora óta a zenével foglalkozik.

## Pályafutása
Édesapja halála után 2016-ban Milánóba költözött. 2021-ben a Sony Music szerződtette le. A La noia című dalával 2024-ben megnyerte a Sanremói Dalfesztivált, így ő képviselhette hazáját az Eurovíziós Dalfesztiválon. A verseny döntőjében a hetedik helyen végzett.

## Diszkográfia

### EP-k
- Monolocale (2020)
- Voglia di vivere (2023)

### Kislemezek
- Formica (2022)
- Walkman (2022)
- Rituali (2022)
- Voglia di vivere (2023)
- Mani vuote (2023)
- Ci pensiamo domani (2023)
- Che t'o dico a fa' (2023)
- Fila indiana (2023)
- La noia (2024)

## Fordítás
- Ez a szócikk részben vagy egészben  az   Angelina Mango című német Wikipédia-szócikk fordításán alapul.  Az eredeti cikk szerkesztőit annak laptörténete sorolja fel. Ez a jelzés csupán a megfogalmazás eredetét és a szerzői jogokat jelzi, nem szolgál a cikkben szereplő információk forrásmegjelöléseként.